# Władysław Komendarek
Władysław Komendarek (ur. 10 października 1948 w Sochaczewie) – polski muzyk, instrumentalista, związany z grupą muzyczną Exodus, w latach 80. XX wieku rozpoczął karierę solową. Od 1984 r. komponuje muzykę elektroniczną. Jest potomkiem w linii prostej Michała Kleofasa Ogińskiego, autora słynnego poloneza Pożegnanie Ojczyzny.

## Działalność muzyczna
Jest artystą o zróżnicowanych zainteresowaniach, ale bez trudu można w jego twórczości wyróżnić trzy zasadnicze nurty: oryginalną muzykę własną, fascynacje muzyką poważną i przekładanie jej na syntezatory, eksperymentalne realizacje elektroniczne, przynoszące mu uznanie dzięki oryginalnym pomysłom, muzycznej wyobraźni oraz – co nie jest bez znaczenia – bogatemu instrumentarium; oraz – zwłaszcza na początku swej działalności – tworzenie muzyki nieco łatwiejszej w odbiorze, czego przykładem np. płyta Dotyk chmur, Manipulator świadomości, Zeta Reticuli IV, Hibernacja nr.1.
W połowie lat 70. był członkiem Grupy Dominika utworzonej przez Dominika Kutę, wcześniej współpracującego z Czerwonymi Gitarami.
Następnie grał od roku 1976 do 1984 w zespole Exodus.
W 1979 zagrał wraz z Pawłem Birulą z Exodusu na płycie Rezerwat miłości Skaldów.
W 1985 r. wystąpił na festiwalu w Jarocinie, gdzie – w hołdzie J.S. Bachowi z okazji 300. rocznicy urodzin – wykonał obszerną suitę Powrót z materii międzygwiazdowej, pozostając jednak w klimacie bliskim instrumentalnemu rockowi. Pojawił się również na następnej jarocińskiej imprezie i, w 1986 r., zaprezentował tam Zabawę kosmicznych dzieci.
Niektóre osiągnięcia Władysława „Gudonisa” Komendarka:
- albumy autorskie (płyty analogowe, kasety, płyty kompaktowe),
- muzyka do wielu spektakli teatralnych (m.in. teatr w Lublinie) i filmów,
- zagraniczne koncerty (solo – Holandia, Austria, Niemcy, z grupą Exodus – były Związek Radziecki, Niemcy),
- koncerty w wielu polskich miastach i na festiwalach (np. Jarocin),
- wysokie miejsca niektórych utworów na liście przebojów muzyki elektronicznej Top Tlen w III Programie Polskiego Radia.

## Dyskografia

### Albumy nagrane samodzielnie
- Władysław Komendarek (kaseta – Polskie Nagrania „Muza” 1985, CD – GAD Records 2014 – zawiera 4 dodatkowe utwory, które nie znalazły się na kasecie)
- Dotyk chmur (płyta analogowa – Pronit 1987)
- Promenada (płyta analogowa – Polskie Nagrania 1989)
- Planeta śmiechu (kaseta – Ana Records 1989)
- Hibernacja nr 1 (płyta analogowa – Pronit 1990)
- Fruwająca lalka (CD – Intersonus 1991)
- Tajemnice horyzontu (CD – Polton 1992)
- Powrót z materii międzygwiazdowej (kaseta – Digiton 1992)
- Poławiacze sumień (CD – Polskie Nagrania 1993)
- Parabola muz (kaseta – 1994)
- Kupcy czasu (kaseta – Digiton 1995)
- Infomania (fragment jam session nagranego wspólnie z Tomaszem Kubiakiem i Markiem Manowskim na Targach Poznańskich – X-Serwis/Tangram 1996)
- Szafirowa chimera (CD – X-Serwis/Tangram 1996)
- Klasykotronika (CD – ZPR Records 1998)
- Zeta Reticuli IV (CD – Luna Music 2000)
- Manipulator (CD – ZPR Records 2001)
- Syndrom cywilizacji (CD – PMC System Integrator 2002)
- Myślowy bałagan (CD – Agencja Artystyczna MTJ 2007)
- Rycerze Ciemności (2007)
- Time Merchants (CD – Ricochet Dream, USA 2009)
- Poisoners of Consciousness (CD – Ricochet Dream, USA 2009)
- Chronowizor (CD – Noecho Records, Wielka Brytania 2011)
- Fryderyk Chopin (CD – e-Sochaczew.pl 2011)
- Wolne Sondy (CD – Groteka 2018)
- Imperium czystych dusz (DVD – album koncertowy)
- Planetyzacja świadomości (album koncertowy, podwójna płyta analogowa – Dźwiękomisja 2020)

### Albumy nagrane w kooperacji
- Unexplored Secrets Of REM Sleep (CD – Generator.pl 2011) – płyta nagrana w duecie z Przemysławem Rudziem

### Płyty nagrane z grupą Exodus
- The Most Beautiful Day (płyta analogowa – Polskie Nagrania „Muza” 1980), (CD – Universal Music Polska / Polskie Radio 2001)
- Supernova (płyta analogowa – Polskie Nagrania „Muza” 1982)
- Singles Collection (CD – Izabelin Studio 1992)
- Złota kolekcja: Najpiękniejszy dzień (CD – Pomaton EMI 2000)
- Hazard (CD – Metal Mind Productions 2006)

### Składanki
- Looking East – Electronic East. Synthesier music from Poland (CD – Erdenklang 1990)
- El Club/Sampler 1 (CD – Digiton 1994)
- Polish Fan Club of Tangerine Dream – sampler vol.1 (CD – X-Serwis 1995)
- Moogazyn (CD – X-Serwis/Tangram 1996)
- Retrospektywny (Retrospective) (płyta analogowa – Akuphone 2019)

### Single
- Leśna przechadzka/Tęsknota żeglarza (Tonpress 1985)
- Sen Szoguna/Opętanie (Tonpress 1987)